# رف القبعات

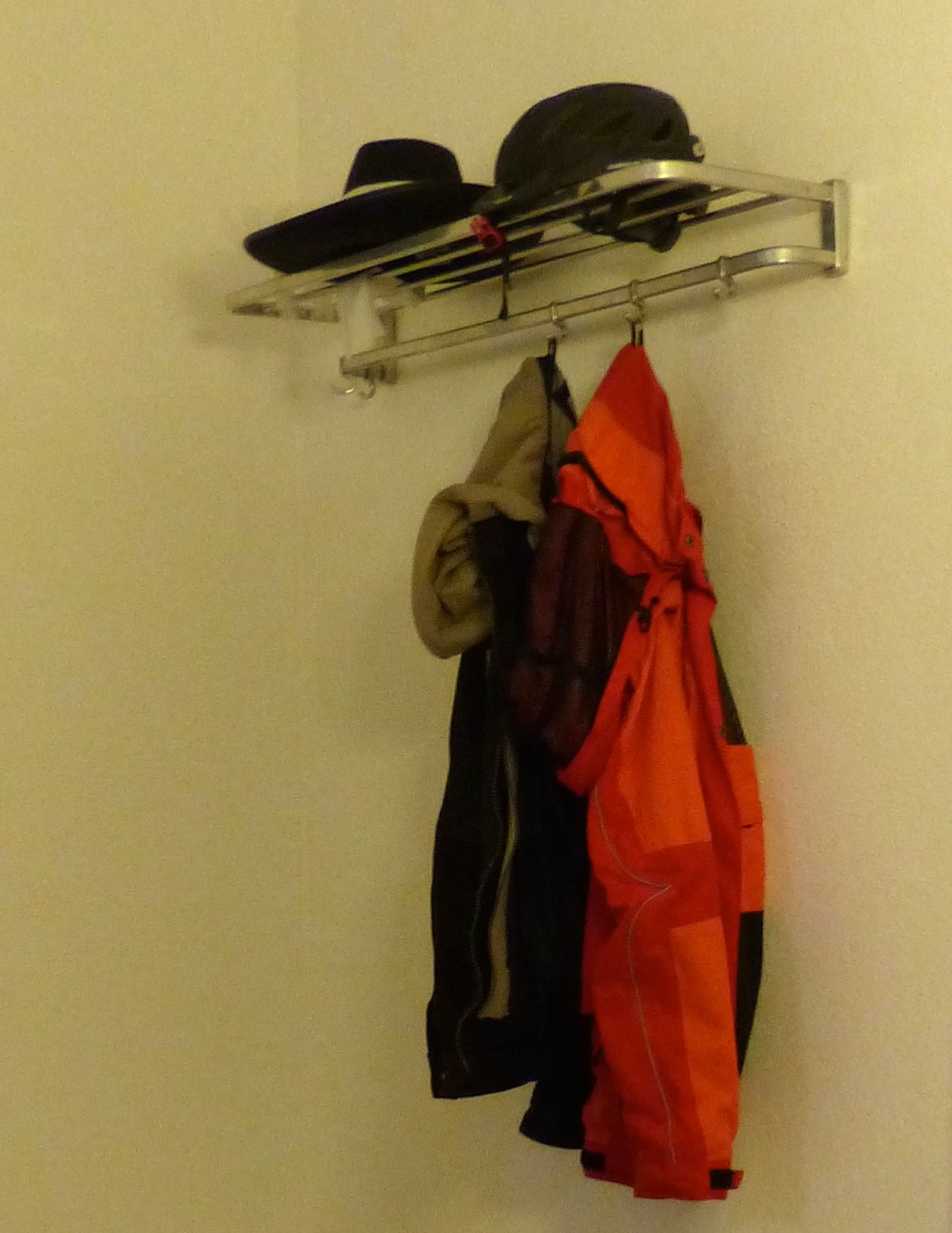
مثال على رف للقبعات.

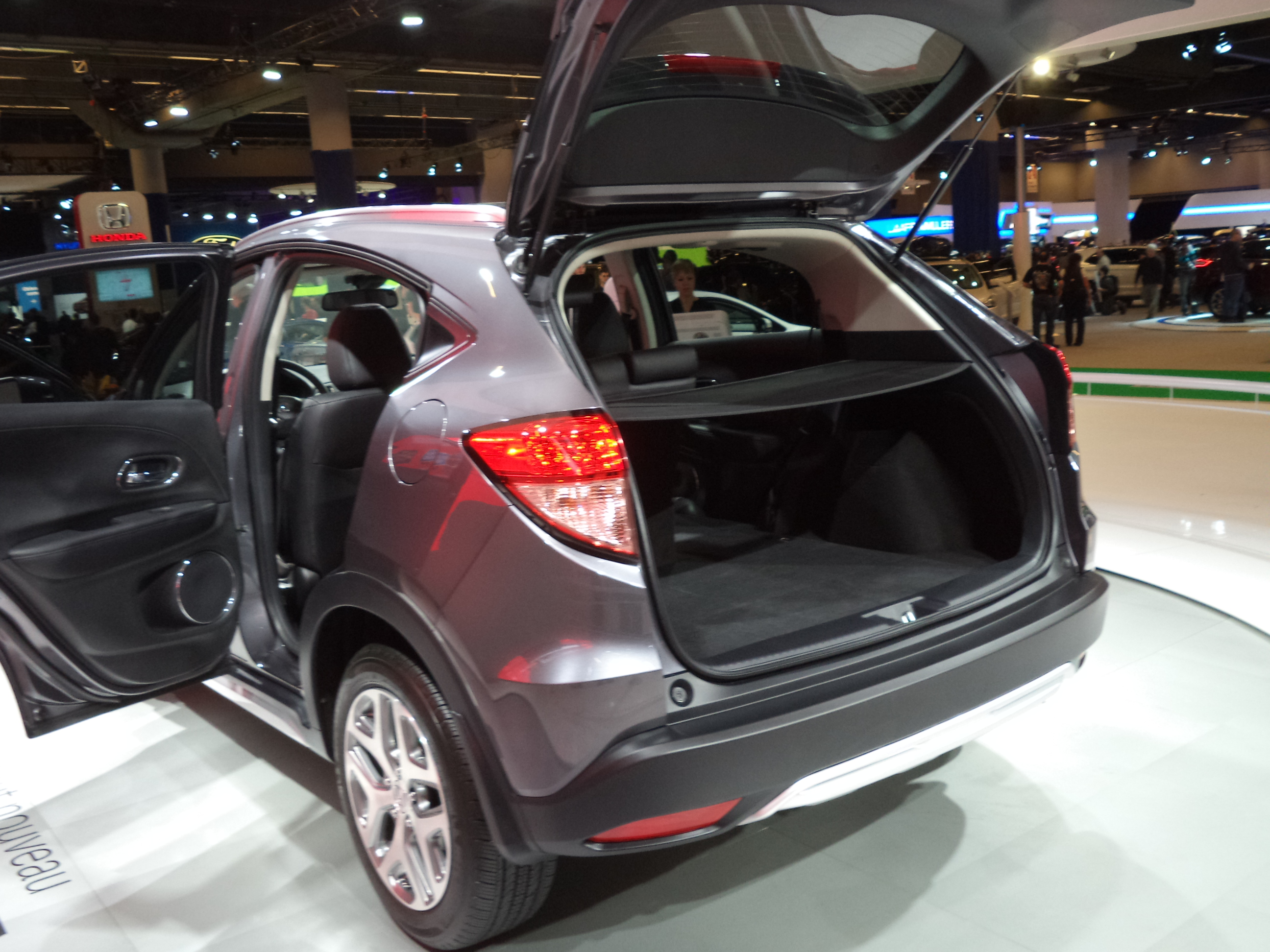
رف للقبعات في صندوق السيارة

رف القبعات هو جزء من علاقات الملابس يُخصص لوضع القبعات تحديدا، وعادةً ما يكون مثبتًا في موضع أعلى من موضع تعليق الملابس.